# La Cruz (Beni)
La Cruz ist eine Ortschaft im Departamento Beni im Tiefland des südamerikanischen Andenstaates Bolivien.

## Lage im Nahraum
La Cruz ist der fünftgrößte Ort des Municipios San Borja in der Provinz Ballivián. Die Ortschaft liegt auf einer Höhe von 204 m am rechten, östlichen Ufer des Río Maniqui, einem Zufluss zum Río Rapulo, der in den Río Mamoré mündet.

## Geographie
La Cruz liegt im bolivianischen Tiefland, etwa 50 Kilometer östlich der Sierra Muchanes, einem Abschnitt der Vorgebirgsketten der Cordillera Oriental. Das Klima der Region ist tropisch und ganzjährig humid, die ursprüngliche Vegetation ist die des tropischen Regenwaldes.
Die mittlere Durchschnittstemperatur der Region liegt bei 26 °C (siehe Klimadiagramm San Borja) und schwankt nur unwesentlich zwischen 23 °C im Juni und Juli und etwa 27 °C von Oktober bis März. Der Jahresniederschlag beträgt 1800 mm, mit mäßigen Monatsniederschlägen von 60 bis 70 mm von Juni bis September und einer ausgeprägten Regenzeit von Dezember bis März mit Monatsniederschlägen von 200 bis 300 mm.

## Verkehrsnetz
La Cruz liegt in einer Entfernung von 246 Straßenkilometern westlich von Trinidad, der Hauptstadt des Departamentos.
Von Trinidad aus führt die 600 Kilometer lange Nationalstraße Ruta 3 über San Ignacio de Moxos und San Borja in westlicher Richtung hinauf ins Anden-Gebirge nach La Paz. Einen Kilometer vor der Brücke über den Río Maniqui, fünf Kilometer vor San Borja, zweigt eine Nebenstraße in südlicher Richtung ab und erreicht die Siedlung La Cruz nach fünfzehn Kilometern. 

## Bevölkerung
Die Einwohnerzahl des Ortes ist in dem Jahrzehnt zwischen den beiden letzten Volkszählungen auf mehr als das Doppelte angestiegen:
| Jahr | Einwohner         | Quelle       |
| ---- | ----------------- | ------------ |
| 1992 | keine Detaildaten | Volkszählung |
| 2001 | 221               | Volkszählung |
| 2012 | 486               | Volkszählung |
| 2024 |                   | Volkszählung |